# Paul Celan
Paul Celan (født 23. november 1920 i Bukovina, død ca. 20. april 1970 i Paris) var en rumænsk/ukrainsk essayist og digter. Navnet var et pseudonym for Paul Antschel - han skabte "Celan" fra stavelserne i efternavnet "Antschel".) Han voksede op i Czernowitz, som den gang lå i Rumænien. Her blev der talt jiddisch, ukrainsk, rumænsk, fransk og tysk. Som sekulær jøde gik Celan først i hebraisk skole, derefter på et rumænsk gymnasium.  Selv om han talte flere sprog flydende, regnede han tysk som sit modersmål.

## Baggrund
I 1938 rejste Celan til Tours for å studere medicin. Han fuldførte det første år, men efter at have været hjemme på sommerferie i 1939, blev han nægtet at vende tilbage til Tours, fordi han var jøde. Celan begyndte i stedet at studere romanistik ved universitetet i Czernowitz. Familien var som tysktalende optaget af tysk kultur og litteratur. Alligevel blev forældrene hentet under holocaust og sat i koncentrationslejr; Celans far døde af tyfus, og moren blev henrettet ved skydning. Celan undslap, fordi han tilfældigvis var hjemme hos en kammerat, men blev senere også sat i en tvangsarbejdslejr 1941-44. Hans mor havde insisteret på, at tysk blev dagligsprog hjemme hos familien; dermed voksede Celan op med hendes morderes sprog. Som digter måtte han forene sit modersmål med mordernes sprog og historie. Celan var frataget alt: Sine forældre, sin fremtid og sit sprog.

## Efter krigen
Ved freden bosatte Celan sig i Bucuresti som oversætter, men skrev også egne digte. I 1947 boede han en tid i Wien, men flyttede til Paris i 1948, hvor han underviste i tysk sprog og litteratur ved École Normale Supérieure, og fortsatte med selv at skrive. Celan oversatte poesi fra rumænsk, fransk, spansk, portugisisk, italiensk, russisk, hebraisk og engelsk.
Bedst kendt er han for digtet Todesfuge (= "Dødsfuga"), der beskriver jødiske fangers vilkår i de tyske koncentrationslejre. Celan skrev ud fra det, han selv kaldte Erinnerungswunde, et "erindringssår", hvor såret ikke vil heles; og hvorfra han også hentede sin inspiration. Fra de tidlige digte, der sørger over hans mors død om vinteren ("Den falder, mor, sneen i Ukraina") til det sene digt om Jerusalem, skrevet efter Israels sejr i seksdageskrigen og Celans eget besøg i landet et år før sin død, ser hans biograf Felstiner i Celans smertefyldte tysk en "tabets kunst" - kunstens svar på tabet af forældre, hjemland, religion, sjæleligt helbred; Celan blev som midaldrende gentagne gange indlagt for alvorlig depression.
Fra 1954 og frem til 1969 - året inden de begge døde - korresponderede Celan med nobelprisvinderen Nelly Sachs. Fem år efter det første brev begyndte de at tiltale hinanden som "bror" og "søster". I lighed med Celan oplevede Sachs indlæggelser på sindssygeanstalt, hvor hun gennemgik chokterapi. Begge var tysksproglige jøder.
Omstændighederne omkring Celans død er uklare, men han blev fundet druknet i Seinen 1. maj 1970 ved Courbevoie, ti kilometer nedenfor Paris. Sandsynligvis begik han selvmord 20. april ved at springe ud fra Pont Mirabeau. Han blev bisat på gravpladsen Thiais i Val-de-Marne den 12. maj 1970. Hans sjæleven Nelly Sachs døde i Stockholm den dag, Celan blev begravet.

## Udsnit fraDødsfuge
Sort morgenmælk vi drikker den til aften
vi drikker den til middag og morgen vi drikker den om natten
vi drikker og drikker
vi skovler en grav i luften da ligger man ikke trangt
En mand bor i huset han leger med slangerne han skriver
han skriver når det mørkner til Tyskland dit gyldne hår Margarete
han skriver det og træder ud af huset og stjernerne blinker han fløjter sine hunde frem
han fløjter sine jøder frem lad skovle en grav i jorden
han befaler os spil nu op til dans
...
Han råber grav dybere i jorden I der og I andre I synger og spiller
han griber jernet i sit bælte og svinger det hans øjne er blå
stik spaderne dybere I der og I andre spil op til dans
Sort morgenmælk vi drikker dig til aften
vi drikker dig til middag og morgen vi drikker dig om natten
drikker dig og drikker dig
en mand i huset dit gyldne hår Margarete
dit askegrå hår Sulamit han leger med slangerne
Han råber spil blidere om døden døden er en mester fra Tyskland
han råber stryg violinerne mørkere så stiger I som røg op i luften
så får I en grav i skyerne der ligger man ikke trangt 

## Priser
- 1958: Bremens litteraturpris. I sin tale ved modtagelsen sagde han: "Et digt, en hændelse i sproget, og derfor hovedsageligt en dialog, kan være som en flaskepost, smidt ud i havet med det ikke altid stærke håb om, at det en dag skylles op et sted, måske på kystlinjen af et hjerte." [1]
- 1960: Georg Büchner-prisen fra Deutsche Akademie für Sprache und Dichtung. [11]